# Сервестанський палац

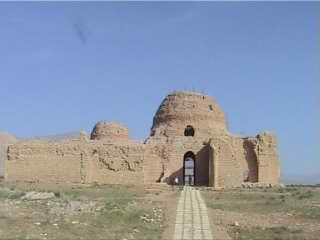
Сучасний стан

Сервестанський палац (перс. کاخ ساسانی سروستان) — архітектурна пам'ятка епохи Сасанідів на схід від міста Сервестан в іранському остані Фарс. Побудований у V столітті за правління шахіншаха Бахрама V.
Щодо призначення споруди, яка частково нагадує Палац Ардашира, висловлювалися різні припущення — палац намісника, місце мисливських бенкетів, зороастрійський храм. На північ від палацу в давнину височіло ще одна будівля меншого розміру. Будівля у плані прямокутна (36,4 x 41,75 м), приміщення розташовані асиметрично, внутрішній дворик утворюють чотири айвани.
Палац поставлено на державну охорону у 1956, проте малопрофесійні спроби реставрації не сприяли покращенню його стану.